# Tomás Harris
Thomas Harris Espinosa, más conocido como Tomás Harris (La Serena, 3 de junio de 1956), es un poeta chileno, miembro de la llamada generación literaria de 1980.
Algunos poemas suyos han sido traducidos al inglés y al sueco, como es el caso de Cipango, que en 2010 fue publicado íntegro en inglés, con traducción de Daniel Shapiro.

## Biografía

### Juventud en Concepción
Cuando tenía 13 años, su familia dejó La Serena y se trasladó a Concepción. Después de terminar la secundaria, Tomás Harris ingresó a estudiar Pedagogía en Castellano en la universidad de esa ciudad. En esta misma casa de estudios obtiene más tarde un magíster en literaturas hispánicas.
Comenzó a escribir en 1979 y, tres años más tarde, publicó su primer poemario: La vida a veces toma la forma de los muros. 
En 1981 fundó, junto a Carlos Decap, Roberto Henríquez y Jeremy Jacobson la revista literaria universitaria Postdata, a la que posteriormente se integrarían Juan Zapata y Alexis Figueroa, y organizó dos encuentros literarios en Concepción: en 1987 y 1988. Este último año, formó, junto con Figueroa, la revista Tantalia, de la que salió un solo número.

### Traslado a Santiago y consolidación literaria
Harris se mudó a Santiago en 1989, donde se desempeñó como investigador en la Biblioteca Nacional  y secretario de redacción de la revista Mapocho. Ha compilado, junto con su pareja, la poetisa Teresa Calderón y la hermana de esta, también poetisa, docente universitaria y artista audiovisual Lila Calderón, las antologías Veinticinco años de poesía chilena: 1970-1995, Esto es el amor. Antología de poemas de amor de cien poetas chilenos, y Antología de poesía chilena (dos tomos), así como también, junto a Mario Andrés Salazar y Floridor Pérez, Poesía Chilena para el Siglo XXI. Veinticinco poetas, 25 años. 

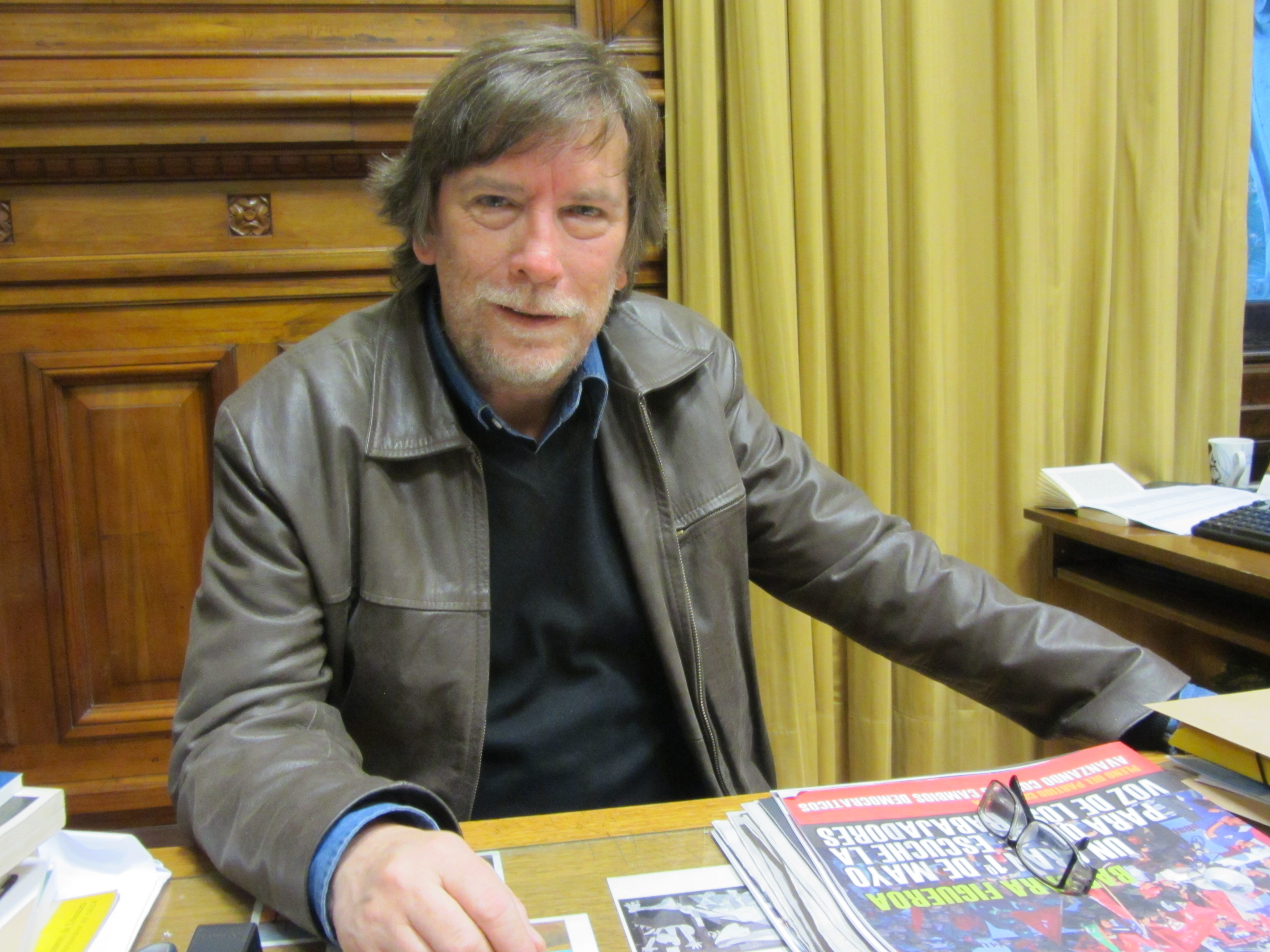
Harris en la Biblioteca Nacional, 2014

En los años noventa, Harris se consolida como uno de los poetas más importantes de su generación, avalado por los premios recibidos en aquella época.
Trabaja en la Biblioteca Nacional de Santiago como investigador desde 1995 y está a cargo de la sección Referencias Críticas. Al mismo tiempo, Harris ha ejercido una labor docente en diversas universidades (ha sido profesor de literatura en el Departamento de Artes de la Representación de la Chile, de redacción periodística en la Universidad de Santiago, de literatura chilena en la Andrés Bello, de poesía moderna en la Alberto Hurtado y de técnicas de la comunicación lingüística en el Instituto Profesional ARCOS; también ha enseñado en la Escuela de Literatura de la Finis Terrae.

## Estilo e influencias
Crónicas maravillosas, que obtuvo el Premio Casa de las Américas 1996, "fue construido a partir de un diálogo intertextual con la película El séptimo sello de Ingmar Bergman, donde se insertan además otras referencias culturales de distinto origen. Este recurso ha caracterizado las últimas obras de Harris, como Ítaca, Encuentros con hombres oscuros y Tridente, en las que se entremezclan referencias a la literatura clásica, a la ciencia ficción y al cine".
Se ha sostenido que "la obra de Tomás Harris podría caracterizarse a partir de tres rasgos fundamentales: su marcada visualidad, su carácter intertextual y el ser una indagación literaria en el horror cotidiano".

## Vida personal
Harris tiene dos hijos de su primer matrimonio y desde hace más de 25 años comparte su vida con Teresa Calderón. Es reconocido por sus amigos como un gran conocedor de la literatura, así su mayor placer es hablar de libros, autores y movimientos poéticos

## Obras

### Poesía
- La vida a veces toma la forma de los muros, Concepción, 1983
- Zonas de peligro, Editorial LAR, Concepción, 1985
- Diario de navegación, Editorial Sur, Concepción, 1986
- El último viaje. Concepción: Ediciones Sur, 1987
- Alguien que sueña, Madame, Ediciones Letra Nueva - Cuadernos de Movilización Literaria, Concepción, 1988
- Cipango, incluye sus cuatro primeros libros, más el que le da nombre al conjunto y se puede descargar legal y gratuitamente desde el portal Memoria Chilena; colofón de Soledad Bianchi, Ediciones Documentas - Ediciones Cordillera, Santiago de Chile-Ottawa, agosto de 1992, 203 pp (reedición: prólogo de Grínor Rojo; colección Tierra Firme: Poetas Chilenos, Fondo de Cultura Económica, Santiago, octubre de 1996, 242 pp. ISBN 956-7083-60-6
- Noche de brujas y otros hechos de sangre, Mosquito Editores, Santiago, 1993 (Ediciones Corriente Alterna, Santiago, 2012)
- Los 7 náufragos, Red Internacional del Libro, Santiago, 1995 descargable desde el portal Memoria Chilena.
- Crónicas maravillosas, Colcultura - Ediciones Casa de las Américas, La Habana-Bogotá 1996;  descargable desde el portal Memoria Chilena. 2ª edición: Santiago: Editorial de la Universidad de Santiago de Chile, 1997.
- Itaca, LOM Ediciones, Santiago, 2001
- Encuentros con hombres oscuros, Red Internacional del Libro, Santiago, 2001; descargable desde el portal Memoria Chilena
- Tridente, Red Internacional del Libro, Santiago, 2005 descargable desde el portal Memoria Chilena
- Lobo, LOM, Santiago, 2007
- Las dunas del deseo I, Das Kapital Ediciones, Santiago, 2009
- Perdiendo la batalla del Ebr(i)o, Al Aire Libro, Tomé, 2013 (Ajiaco Ediciones, Santiago, 2014)
- En el mismo río, antología con selección del autor, incluye poemas desde Zonas de peligro (1985); Ediciones UDP, Santiago, 2017
- Gesta de lobos, LOM, Santiago, 2019
- La memoria del corazón, Ediciones UDP, Santiago, 2021

### Cuentos
- Historia personal del miedo, Planeta, Santiago, 1994
- Sueños sin párpados, Contracorriente Ediciones, Santiago, 2014
- Pequeña historia del mal, 10 textos; Austrobórea editores, Santiago, 2015

### Traducciones a otros idiomas
- Cipango. Translated and introduction by Daniel Shapiro. Bilingual edition. Lewisburg, Pensilvania: Bucknell University Press, 2010. 321 pp. ISBN 978-0-8387-5734-5

### Antologías
- Veinticinco años de poesía chilena: 1970-1995, con Lila y Teresa Calderón; Fondo de Cultura Económica, Santiago, 1996
- Poesía chilena para el siglo XXI. Veinticinco poetas, 25 años, compilación de Harris, Floridor Pérez y Mario Andrés Salazar; 1996
- Esto es el amor. Antología de poemas de amor de cien poetas chilenos, Planeta, Santiago, 1997
- Cartas salidas del silencio, en colaboración con Daniela Shütte y Pedro Pablo Zegers, recopilación de cartas de diversos autores chilenos; LOM Ediciones, Santiago, 2003
- Maldito amor. Cartografía de cuentos de amor chilenos, en colaboración con Teresa Calderón; Alfaguara, Santiago, 2008
- Antología de poesía chilena, tomos I y II; con Lila y Teresa Calderón; Editorial Catalonia, Santiago, 2012 y 2013

## Premios
- Finalista Premio Casa de las Américas 1992 por Cipango
- Premio Municipal de Literatura de Santiago 1993 por Cipango
- Premio Consejo Nacional del Libro y la Lectura 1993 por Los 7 náufragos
- Premio Pablo Neruda 1995
- Premio Casa de las Américas 1996 por Crónicas maravillosas
- Finalista del Premio Altazor 2002 con Encuentros con hombres oscuros
- Finalista del Premio Altazor 2006 con Tridente
- Premio Atenea 2012 con Dunas del deseo
- Premio Nacional de Poesía Jorge Teillier 2024[10]